# Fake Taxi
Fake Taxi es un sitio web pornográfico, que produce videos dentro del género reality pornográfico. El sitio fue creado y es actualmente administrado por Jonathan Todd (alías ''The YouPorn Guy" o simplemente JT"), quién también había sido el fundador de YouPorn, y cuya presencia online y activos son administrados por la empresa MindGeek, al igual que otros sitios webs relacionados.

## Historia
Fake Taxi surgió en abril de 2013, a partir de la compañía Really Useful Ltd, la cual administra otros sitios webs pornográficos.
El creador del sitio con residencia en Reino Unido, conocido bajo las siglas JT, fue nombrado como el ''CEO del Año'' por XBIZ, el principal sitio de noticias sobre la industria del sexo.
Previo a su asociación con MindGeek/Manwin, Really Useful Ltd había operado de forma independiente. Entre los sitios hermandados con Fake Taxi se encuentran Fake Agent y Public Agent.

## Descripción
Los videos de Fake Taxi se basan en una premisa similar, la cual inicia con una conversación entre el chófer del taxi y la pasajera. Un video típico podría comenzar con la actriz que representa a una pasajera ingresando al taxi. El chófer, utilizando la persuasión impulsada muchas veces porque la pasajera no tiene suficiente dinero para pagarle, logra convencerla para que tengan relaciones sexuales en la parte trasera del vehículo. El uso de un elemento realista, como un viaje en taxi junto con la escena en bruto que sigue en la parte trasera de dicho automóvil, contribuyó a que el sitio se convirtiera en uno de los sitios favoritos dentro del género del reality pornográfico. El sitio web Fake Taxi se clasifica por videos, actrices y escenas desde todos los sitios de la página. Gran parte del sitio puede ser visto únicamente bajo una membresía pagada.

## Operaciones
En 2014, el gigante de la información tecnológica MindGeek, posteriormente conocido como Manwin, asumió la administración de los activos en línea para Really Useful Ltd. La intervención de Manwin significó un aumento en la tráfico de internet para el sitio, logrando que llegase a obtener la popularidad actual. Con el tiempo, Fake Taxi logró afiliarse con otros sitios webs conocidos como Brazzers, RedTube, Spankwire, Tubo8, Twistys, entre otros.

## Estadísticas
Fake Taxi ha lanzado videos para otros sitios webs como Pornhub y YouPorn. Aquellos vídeos se han hecho muy populares en ambos sitios. Según el ranking Alexa, Fake Taxi está posicionado en el lugar 70 860.

## Female Fake Taxi
En febrero de 2016, MindGeek y Really Useful anunciaron el lanzamiento del sitio web Female Fake Taxi. La protagonista del sitio es Rebecca Moore, una actriz pornográfica con residencia en Reino Unido, y los videos poseen la misma premisa que Fake Taxi, con la excepción de que hay cambio de roles de género, puesto a que es la mujer quién maneja el taxi, mientras que el pasajero es un hombre (y a veces una mujer).

## Premios
| Año  | Premio      | Categoría       | Resultado |
| ---- | ----------- | --------------- | --------- |
| 2015 | UKAP Awards | Mejor Sitio Web | Ganador   |